# Guilherme Petreca
Guilherme Petreca é um quadrinista brasileiro. Lançou sua primeira HQ, Galho Seco em 2013 de forma independente. Em 2015, publicou pela Balão Editorial o livro ilustrado O Carnaval de Meus Demônios, que foi finalista do 58.º Prêmio Jabuti na categoria "Ilustração". Em 2016, lançou pela editora Veneta o romance gráfico Ye, com o qual ganhou o 29º Troféu HQ Mix na categoria "melhor desenhista nacional".